# سیلمیدو (فیلم)
سیلمیدو (کره‌ای: 실미도؛ انگلیسی: Silmido) یک فیلم اکشن درام سال ۲۰۰۳ محصول کره جنوبی بر پایه رمان سال ۱۹۹۹ با همین نام برگرفته از یک داستان واقعی اثر بک دونگ هو است.

## تولید
اغلب فیلم‌برداری در کره جنوبی انجام شد و فیلم‌برداری سکانس‌های زیر آب و تمرین زمستانی به ترتیب در مالت و نیوزیلند انجام شد.